# John Lang
John Lang (ur. 19 grudnia 1816 w Sydney, zm. 20 sierpnia 1864) – australijski prawnik, pisarz i poeta. Uważany jest za pierwszego rodowitego australijskiego pisarza.
Ukończył szkołę średnią w Sydney, następnie studiował prawo w Camridge, w 1838 został adwokatem (barrister) i powrócił do Australii. W 1842 wyjechał do Indii gdzie pracował jako adwokat i dziennikarz, w 1845 założył gazetę w mieście Meerut. W tym czasie napisał także kilka powieści które ukazały się w odcinkach w dziennikach i tygodnikach indyjskich, a następnie już jako książki "The Wetherbys and Too Clever by Half" (1853), "Too Much Alike" (1854), "The Forger's Wife" (1855), "Captain Macdonald" (1856), "Will He Marry Her" (1858), "The Ex-Wife" (1858), "My Friend's Wife" (1859), "The Secret Police" (1859) oraz "Botany Bay; or True Stories of the Early Days of Australia" (1859).